# Prosztülosz

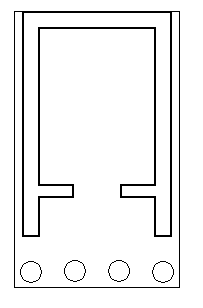
Prosztülosz alaprajza

A prosztülosz templomépület-típus az ókori Görögországban. A főhomlokzatot tartja csak oszlopsor, ennyiben eltér a klasszikus templomépítési hagyománytól.